# Shambhala
En varias tradiciones religiosas, Shambhala es un reino mítico oculto en algún lugar más allá de las montañas nevadas de la cordillera del Himalaya.

## Nombre sánscrito y etimología
- śambhala o sambhala en el sistema AITS (alfabeto internacional para la transliteración del sánscrito).[1]
- "शम्भल" o "सम्भल" en escritura devanagari del sánscrito.[1]
- Pronunciación: [shambJála] en sánscrito[1] o [shambála] en español.
- Etimología: desconocida.[1] Generalmente eso sucede cuando la palabra no tiene origen sánscrito.

## Shambhala en el hinduismo
No se menciona ninguna Shambala en el Rig-veda (el texto más antiguo de la India, de mediados del II milenio a. C.).
Aparece en el Majabhárata (texto epicorreligioso del siglo III a. C.), mencionada como el lugar de nacimiento del avatar Kalki, ubicada en la cordillera de los Himalayas, entre el río Ganges y el río Rathaprá.
En el Bhagavata-purana (del siglo XI d. C.)
dice que el sabio Śukadeva Goswāmī (de 16 años, hijo del sabio Viasa) le predice al rey Parikshit (nieto del fallecido héroe Aryuna) acerca del nacimiento del último avatar de Visnú, el terrible guerrero Kalki, al final de la era de Kali (dentro de 427.000 años).
El texto del Canto 12 (capítulo 2, versos 18 a 38) dice:
 18: En la aldea Śambhala, en el hogar de Visnú Iaśā [‘fama de Visnú’] (principal brāhmana y gran alma), Kalki aparecerá.
 19: Viajando rápidamente, montando en su caballo llamado Devadatta, el Señor del universo con su espada destruirá a los infieles, dotado con las cualidades de sus ocho opulencias [riqueza, fuerza, fama, inteligencia, belleza y renunciación].
 20: Recorriendo velozmente la Tierra, a decenas de millones de ladrones (con aspecto de reyes) matará.
 37: Devapi, el hermano de y Maru, nacido en la dinastía de Ikswaku, en el pueblo de Kalapa ambos están viviendo, dotados de grandes poderes del yoga.
 38: Ellos dos volverán aquí al final de kali iuga, instruidos por Vasudeva [Krisna]. Promulgarán la religión tal como había sido,(varna) y etapas de la vida (áshram).
Otros identifican la Shambhala mítica con la localidad llamada Sambhal (en Moradabad).
En el Skanda-purana hay un texto que se llama Śambhala-grāma māhātmya (‘alabanza a la aldea Shambala’).

## Shambala en el budismo
Según Mipham (escritor tibetano, 1846-1912), en su Gran comentario sobre el kalachakra, el reino de Shambala se encontraría al norte del río Sita y estaría dividido por ocho cadenas de montañas. El palacio y la ciudad de Kalapa de sus gobernantes estaría edificado en la cumbre de una montaña circular llamada Kailasa (conocido monte de Tíbet), en el centro del país.
El primer rey de Shambala se llamaba Suchandra y decía ser una emanación de Vashra Pani.
Existe una leyenda (que podría ser real) de que habría vivido en la época de Buda.
En el día de la luna llena del tercer mes, en la estepa de Dhanyakataka, en el sur de la India, antes de una reunión de innumerables bodhisattvas, dakas, dakinis, dioses, magos blancos e iakshas (gnomos), Buda enseñó la doctrina kalachakra a pedido del rey Suchandra.
Cuando volvió a Kalapa, el rey Suchandra construyó un mandala tridimensional de kalachakra.
Se dice que cuando el mundo entre en una era de guerra y maldad, y todo esté perdido, el rey de Shambala Rudra ,saldrá de su ciudad secreta con un gran ejército para eliminar y repeler la maldad y comenzar una nueva era de pureza .
Según otros budistas,[cita requerida] en Shambala habrá 32 reyes, que reinarán cada uno durante 100 años.
Durante el reinado de Rudra Chakrin en Shambala , el 32.º El mal atacará a Shambala con una armada enorme, equipada con armas terribles. En la gran batalla y última ,el Bien el rey de SHAMBALA Rudra Chakrin detendrá a todos aquellos que experimenten maldad.
Esta leyenda se parece al mito hinduista del avatar Kalki.

### Shambala según el dalái lama
El actual dalái lama también cree en la existencia de Shambala:

Aunque los que tienen una afiliación especial pueden realmente ir allí mediante su conexión kármica, sin embargo, [Shambala] no es un lugar físico que podamos encontrar en la realidad. Sólo puedo decir que es una tierra pura, una tierra pura dentro del ámbito humano. Y a menos que uno tenga el mérito y la asociación kármica real, uno no puede realmente llegar allí.
Tenzin Gyatso (1935–), durante una iniciación kalachakra en 1985 en la ciudad de Bodhgaya

## Shambhala en elesoterismoteosófico
Para los esoteristas, Shambala es el sancta sanctórum (la morada del Altísimo), el lugar donde la Voluntad de Dios es conocida. La escritora británica Alice A. Bailey (1880-1949) ―que escribía con el seudónimo de Shual Jul, un supuesto maestro tibetano―, escribió que la Fraternidad de Shambala adoraba al Sol, y se encontraba en la region mayas (en Centroamérica). Una segunda rama se estableció posteriormente en Asia.
Actualmente se encuentra en El Sur de Ecuador, en la cordillera de Los Andes.

## Shambhala en la visión rusa
El artista ruso Nikolái Roerich (1874-1947) fue un gran seguidor y buscador de Shambala. Prueba de ello fueron sus viajes por el norte de la India para buscar su ubicación geográfica y sus libros sobre la misma, entre los que destaca Shambhalla, la resplandeciente.

## Shambhala en la cultura popular
El escritor estadounidense James Redfield (1950-) en su novela The secret of Shambhala: in search of the eleventh insight (1999, conocida en español como La undécima revelación), se centra en el secreto de Shambhala y desarrolla la trama en lugares cercanos al Tíbet. Redfield afirma en su libro que los únicos seres capaces de hablar con los dakini (ángeles budistas) son los habitantes de Shambhala.
En la película anime (dibujo animado japonés) derivada de la primera serie de Fullmetal Alchemist llamada Conqueror of Shambhala (Conquistador de Shambala), se hace alusión a un país —una dimensión paralela que sería origen de la alquimia— donde se encuentra un gran poder.
En la primera película de anime ambientada en el universo de la serie Psycho-Pass la protagonista, la inspectora Akane Tsunemori, viaja fuera de Japón para realizar una investigación en un país distópico llamado Shambhala que intenta implementar el sistema Sibyl a la vez que lucha por contener un conflicto interno. 
El argumento del videojuego Uncharted 2: El reino de los ladrones (2009) gira alrededor de la búsqueda de Shangri-La (Shambhala), en la cual yace un objeto de gran poder mitológico llamado Piedra Chintamani. Durante el transcurso de la historia los protagonistas acaban descubriendo la ciudad perdida.
En el videojuego Indiana Jones y la máquina infernal (1999) el personaje debe introducirse en un misterioso templo donde yace un gran secreto que ha sido escondido durante años entre las montañas del Himalaya. Al descubrir este secreto se desata toda una aventura, ya que una pieza con poderes sobrenaturales encontrada va a ser la primera parte de todo un puzle por resolver. Este templo al que se le hace alusión corresponde al templo Shambala.
En el anime Akame ga Kill! el Shambhala es un arma usada por uno de los villanos la cual permite al usuario teletrasportarse a cualquier sitio que haya marcado previamente 
H. P. Lovecraft cita brevemente a esta ciudad en su relato "El diario de Alonzo Typer", donde se la describe como fundada por los habitantes de Lemuria hace 50 millones de años, y ubicada en un desierto oriental, protegida por fuerzas psíquicas.
En el videojuego Lost Horizon (2010), los acontecimientos que en él se narran se centran en la búsqueda de Shambhala para rescatar al amigo del protagonista.
Enrique Barrios, en su libro Ami 3, hace mención a Shambhala (pronunciada Shambalá en el libro) como una ciudad subterránea, en la cual se desarrollan trabajos para la evolución espiritual de la humanidad. Se sugiere que esta ciudad existe desde antes de que se originara la vida en el planeta, y fue construida por los extraterrestres que luego darían origen a la Humanidad.
En 1973, la banda estadounidense de rock Three Dog Night publicó la canción «Shambala», en la que dice:
Wash away my troubles,
wash away my pain
with the rain in Shambala.
Wash away my sorrow,
wash away my shame
with the rain in Shambala.
En el videojuego Far Cry 4 (de 2014), Shangri-la es un paraíso donde no existe el dolor. También se expone que un rey kiratí mandó a un guerrero explorar la región, pero el soldado se implica en la defensa del paraíso contra demonios.
En la película "Doctor Strange" de 2016, la contraseña del WiFi de Sanctum Sanctorum es Shamballa, haciendo referencia a este mito por el contexto místico de la propia historia de Marvel.
El nombre japonés de la carta "La Ciudad Oculta" del juego de cartas Yu-Gi-Oh! es "Shambhala, el Mundo Subterráneo".
La obra "The Himalayas Suite" es un retrato musical y poema sinfónico para orquesta sinfónica y coro mixto SATB, del compositor Josu Ortiz Delgado que describe a través de la música distintos escenarios del Himalaya, descubriendo el monte Everest, la noche estrellada y las tormentas que acechan en el horizonte, la gente y su religión. La suite también alude a la leyenda de Shambhala, que debe librar una dura batalla capitaneadas por el rey Rudra Chakrin antes de poner fin a la obra en la cumbre. La suite se divide en 5 secciones o movimientos:
 I. "Mount Everest: The Roof of the World" ("El Monte Everest: El Techo del Mundo") 
II. "The Starry Night" ("La Noche Estrellada")
 III. "The Ceremony: Temple Ritual" ("La Ceremonia: Ritual del Templo")
IV. "The Legend: Shambhala" ("La Leyenda: Shambhala") 
 V. "The Summit: Finale" ("La Cumbre: Final”)
 

### Montaña rusa
En 2012 se inauguró en Salou (España), en el parque temático PortAventura Park, una montaña rusa llamada "Shambhala: Expedición al Himalaya". La idea de la tematización está inspirada en el reino imaginario de Shambhala, las montañas del Himalaya y Bután.

## Libros
- Mendoza, Mario:Mi extraño viaje al mundo de Shambala. Colombia: Bogotá D.C. 2013. Arango Editores.
- Roerich, Nikolái (1874-1947): Shambhalla, la resplandeciente. España: Nous, 2011.
- Trungpa, Chogyam (1939-1987): Shambhala. La senda sagrada del guerrero. Buenos Aires: Kairós, primera edición, 1986; 12.ª edición, 2011.
- Hayward, Jeremy: El camino de Shambhala. Traducción de Miguel Iribarren. Madrid: Gaia, 1998. ISBN 84-88242-51-4.
- Tomas, Andrew: Shambhala, oasis de luz. Traducción de Juan Moreno. Madrid: Plaza y Janes, 1980.
- Redfield James: La undécima revelación. Traducción de Jordi Giménez Samanes.Barcelona, Constitució, 19. ISBN 84-9759-300-6...